# 布坤藪鶥
布坤藪鶥（學名：Liocichla bugunorum），又名布崗藪鳥，画眉科的一種。布坤藪鶥於印度阿魯納恰爾邦（藏南印占区）的鷹巢野生動植物保護區（Eaglenest Wildlife Sanctuary）發現，並以保護區周圍的布崗部落（Bugun）來命名。
布崗藪鶥与灰胸薮鹛是近缘种，最初是於1995年被初次观察到，在2006年被拉曼那·阿思瑞亚（Ramana Athreya）認定為一個新的物種，不过在描述时并没有制作模式标本，因为布崗藪鶥的数量太少，不愿意杀死它们。目前它们被认定为濒危物种，因为已知的一个种群只有14只个体，而商业发展也在威胁着它们的栖息地。

## 特征
小型鸟，体长22厘米，羽毛为橄榄灰绿色，帽冠为黑色，面部是明显的橘黄色，翅膀大部分为金黄色，翅根为白色，近翅尖为黑色，翅尖为红色，尾羽为黑色，尾下复羽为深红色，尾端为火紅色。爪为粉红色，喙根部为黑色，喙端渐变为苍白色。雾网中的另一只颜色较为暗哑，可能是雌性。它们的鸣叫声柔和清脆，很有特点。

## 分布和栖息地
目前对此物种所有的观测记录都是在海拔2000米的山坡上，这些山坡长满了灌木和小乔木，不过唯一一次例外是在原生林边缘观测到它们。它们的生活环境与灰胸薮鹛类似。1月曾观测到小集群，5月曾观测到成对的布崗藪鶥，一共大约有14只。它们会占领并保卫领地。目前只在一个地点观察到它们，不过也有可能在阿鲁纳恰尔邦或临近的不丹发现它们。
目前人们已尝试利用计算机模型来认定它们可能出现的新位置，这些位置与它们现有栖息地的环境相似。

## 发现
此物种是於2006年在印度阿鲁纳恰尔邦（即中国藏南印占区下门域）鷹巢野生動植物保護區被一名职业天体物理学家拉曼那·阿思瑞亚认定为新物种。最初在保护区内观察到此物种是於1995年，但是10年中并没有再次观察到。阿思瑞亚於2006年5月再次观测到它们，但并没有公开，直到他确认发现了新物种时他才公开这一发现。布崗藪鶥最初被认为是中国的特有种灰胸薮鹛（Liocichla omeiensis）最为相似，不过後来才发现这两个物种显然不同，最终他用雾网捕获并检查了2只个体，并详细的描述了此物种。因为此物种非常稀有，所有没有制作模式标本，而是将雾网中收集到的羽毛以及照片、鸣叫声的录音和记录作为完模标本。根据国际动物命名法规，一个新物种如果没有模式标本是不会被承认的，不过按照规定，羽毛也可以作为模式标本，因为法规允许将“动物的任何一部分”作为模式标本（Art. 72.5.1）。1991年描述的非洲物种索馬里非洲黑伯劳（Laniarius liberatus）没有留下任何标本，因此争议更多。
第一封关於此物种的报告是於1996年发给Nathistory-India邮件列表中的一封，但是在2006年此物种才被正式确认为新物种。

## 威胁和保护现状
布崗藪鶥是一种非常美丽的鸟，而且叫声很独特，自1995年起它们就被高度评价，因此这表明它们是稀有物种。目前已知持续繁殖的布崗藪鶥伴侣只有3对。虽然它们能够生存在退化中，但是它们的种群太小，而且当地有修建高速公路的计划，这条公路会穿过它们主要的栖息地，因此它们目前受到威胁。